# Антиной Мальборо
Антиной Мальборо (англ. Marlborough Antinous) — древнеримская инталия из чёрного халцедона, изображающая греческого юношу Антиноя, фаворита и возлюбленного римского императора Адриана. После своей трагической гибели в 130 году юноша был объявлен богом. В рамках посмертного культа Антиноя в последующие восемь лет (до смерти императора) было изготовлено множество его портретов: скульптур, барельефов, монет и резных камней. Инталия Антиноя, происходящая из знаменитой коллекции герцога Мальборо, является одним из самых известных резных камней в мире.

## Описание
Инталия вырезана из чёрного халцедона. Цвет камня, вероятно, был выбран как знак траура. Со временем инталия была разбита, часть обломков утеряна, а оставшиеся скреплены на золотом медальоне округлой формы. Одна трещина идёт через весь камень косо от бровей к затылку, вторая — по линии грудино-ключично-сосцевидной мышцы, соединяясь с первой. Имеются мелкие сколы на шее, в остальном голова и шея целы. Инталия характеризуется очень качественным исполнением. Многие исследователи назвали эту инталию лучшим портретом Антиноя.
На камне вырезан бюст молодого грека Антиноя, его профиль смотрит влево, торс несколько развёрнут на зрителя. Портрет имеет характерные иконографические черты «основного типа»: короткие пышные вьющиеся крупными полулунными локоны спадают на лоб и шею, закрывая уши, прямые брови, пухлые щёки и губы, прямой нос, выразительный округлый подбородок. Его собранная в изящные складки хламида закреплена большой круглой застёжкой-фибулой на левом плече. Через правое плечо перекинуто по диагонали копьё. Недостающие части плеч, заколки и хламиды выполнены из золота. Общепринято, что Антиной изображён на инталии в образе героя-охотника. Некоторые исследователи указывают, что он может нести не копьё, а мотыгу — атрибут бога охоты Аристея. Такой образ запечатлён в скульптуре, хранящейся в Лувре. На левом краю за плечом юноши видна выполненная зеркально отражёнными греческим алфавитом частично сколотая вертикальная надпись из трёх букв «ΑΝΤ…» и едва различимая четвёртая. Её содержание является предметом научной дискуссии. Немецкий художник Филипп Даниэль Липперт предполагал, что инталия подписана именем мастера Гнея. Исследователь драгоценных камней Доменико Аугусто Браччи считал автором Антерота. Немецкий историк Рудольф Эрих Распе полагал, что на инталии написано имя Антиноя. Антиковед Конрад Левезов высказал идею о сокращённой надписи «ANT[inous] H[eros]». После обнаружения в 1907 году около Рима барельефа Антиноя-Сильвана английский историк Чарльз Селтман предположил, что они созданы и подписаны одним художником — Антонианом Афродисиасским.

## История
|                       |                                          |
| Антиной-Аристей. Лувр | Антиной-Сильван. Национальный музей Рима |

Инталия была сделана неизвестным древнеримским мастером в Италии или Греции.
Реставрация золотой основой, вероятно, была осуществлена в XVI веке. История инталии прослеживается с XVIII века. В 1740 году она была куплена графом Антонио Мария Дзанетти. Он продал её в 1761 году известному коллекционеру Джорджу Спенсеру, 4-му герцогу Мальборо. Отсюда инталия и берёт своё название. Затем она переходила по наследству в этом аристократическом роду: в 1817 году — Джорджу Спенсеру-Черчилльу, 5-му герцогу Мальборо, в 1840 году — Джорджу Спенсеру-Черчилльу, 6-му герцогу Мальборо, в 1857 году — Джону Уинстону Спенсеру-Черчиллю, 7-му герцогу Мальборо. Последний продал семейную коллекцию резных камней на аукционе Кристис 28 июня 1875 года Дэвиду Бромилову. После смерти отца его дочь Джулия Харриет Мэри Джейри на том же аукционе 26 июня 1899 года продала инталию Фрэнсису Э. Уилану. Затем инталия перешла к коллекционеру и  геммологу Чарльзу Ньютону-Робинсону. Антиной Мальборо в дальнейшем продавался на Кристис: 22 июня 1909 года — Пойзеру, 15 января 1952 года — Форреру. В 1952 году он перешёл итальянскому коллекционеру Джорджио Санджорджи. В 1965 году инталия досталась по наследству его сыну Серджио Санджорджи. После его смерти в 2015 году наследники продали Антиноя Мальборо 29 апреля 2019 года Музею Гетти. Инталия была приобретена за рекордные более чем 2 миллиона долларов.
Антиной Мальборо является одним из самых известный резных камней в мире. Также знаменита ещё одна гемма из этой старинной коллекции — «Жемчужина Мальборо».

## Влияние
Инталия Антиноя Мальборо часто копировалась в европейском искусстве. Такие резные камни XVIII века, созданные в Италии и Англии, есть, например, в коллекциях Эрмитажа в Санкт-Петербурге и королевского собрания Великобритании. Отпечатки с подобных гемм также были предметом коллекционирования, такие реплики хранятся, например, в Государственных художественных собраниях Дрездена.